# Ivan Šipić
Ivan Šipić (ur. 24 czerwca 1974 w Sinju) – chorwacki polityk, nauczyciel i samorządowiec, deputowany, od 2024 minister demografii i imigracji.

## Życiorys
W 1998 ukończył studia teologiczne na Uniwersytecie w Zagrzebiu, pracował jako nauczyciel religii w szkołach podstawowych. Zaangażował się w działalność polityczną w ramach Chorwackiej Wspólnoty Demokratycznej (HDZ). W 2001 został radnym miasta Trilj, w 2005 objął stanowisko zastępcy burmistrza, a w latach 2008–2021 sprawował urząd burmistrza tej jednostki samorządu terytorialnego.
W 2015 uzyskał mandat posła do Zgromadzenia Chorwackiego VIII kadencji. Nie utrzymał go w wyborach 2016; mandat deputowanego IX kadencji objął jednak już na jej początku w miejsce innego z polityków HDZ, pozostając członkiem parlamentu do 2020. W 2021 zrezygnował z członkostwa w partii, gdy ta odmówiła jego poparcia w kolejnych wyborach lokalnych. W tym samym roku ponownie wybrany na radnego miasta Trilj, od 2023 pełnił funkcję przewodniczącego rady. Dołączył do Ruchu Ojczyźnianego (DP). Z jego ramienia w 2024 ponownie uzyskał mandat poselski.
W powołanym w maju 2024 trzecim rządzie Andreja Plenkovicia objął urząd ministra demografii i imigracji.